# Ван Пэнъяо
Ван Пэнъяо (кит. 王鹏耀; род. 2 мая 2000 года, Хэншуй, Хэбэй, Китай) — китайский спортсмен-паралимпиец, соревнующийся в сноуборде. Серебряный призёр зимних Паралимпийских игр 2022 года в Пекине.

## Биография
На зимних Паралимпийских играх 2022 в Пекине 7 марта Цзи Лицзя завоевал серебряную медаль в сноуборд-кроссе (категория SB-UL). В большой финал соревнований по сноуборд-кроссу прошли только спортсмены из Китая: соперниками Ван Пэнъяо были Цзи Лицзя, Чжу Юнган и Чжан Ици.